# The Blue and the Gray
"O Azul e o Cinza" é o décimo terceiro episódio da 22ª Temporada de Os Simpsons. Ele foi exibido originalmente no dia 13 de Fevereiro de 2011 nos Estados Unidos, no canal da FOX. Esse episódio não contou com a participação de nenhum convidado especial. A exibição do episódio foi perto do dia dos namorados nos EUA, por isso o enredo do episódio envolve o feriado.

## Sinopse
Moe passa o dia dos Namorados sozinho, e Homer acaba se tornando seu melhor amigo; mas as mulheres só têm olhos para Homer, deixando Moe enciumado. Enquanto isso, Marge começa a encontrar fios brancos de cabelo em sua cabeça; mas com a ajuda de Bart, ela consegue superar esse fato.